# Andrea (voornaam)

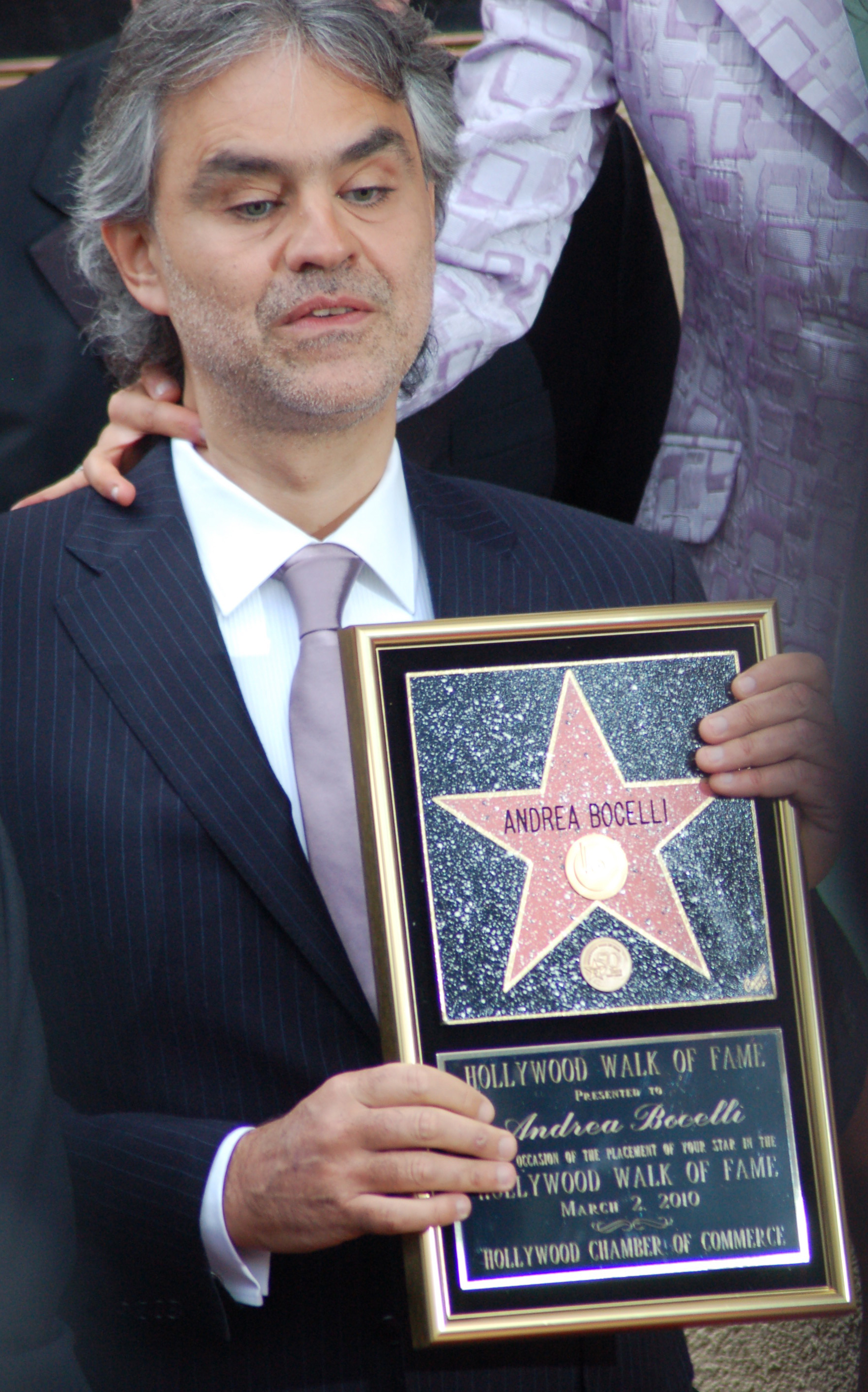
Andrea Bocelli

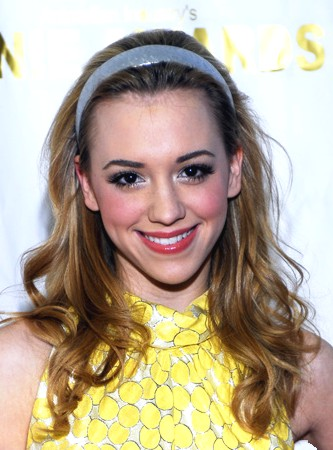
Andrea Bowen

Andrea is een voornaam die zowel voor jongens als meisjes kan gebruikt worden. Het is een variant van de voornaam Andreas.
In het Duits, Engels, Hongaars, Nederlands, Portugees, Servisch, Spaans, Tsjechisch en de Scandinavische talen wordt Andrea vaak als meisjesnaam gebruikt. In Italië en Albanië wordt de naam vooral voor jongens gebruikt.

## Bekende mannelijke naamdragers
- Andrea Bocelli, Italiaans zanger
- Andrea Camilleri, Italiaans schrijver
- Andrea Casiraghi, zoon van Caroline van Monaco
- Andrea Cordero Lanza di Montezemolo, Italiaans geestelijke
- Andrea de Cesaris, Italiaans formule 1-coureur
- Andrea Dovizioso, Italiaans motorcoureur
- Andrea Guarneri, Italiaans vioolbouwer
- Andrea Mantegna, Italiaans schilder
- Andrea Palladio, Italiaans architect
- Andrea Pazzagli, Italiaans voetballer
- Andrea Pirlo, Italiaans voetballer
- Andrea Pisano, Italiaans beeldhouwer en architect
- Andrea Sansovino, Italiaans beeldhouwer en architect
- Andrea Tafi, Italiaans wielrenner
- Andrea Vatteroni, Italiaans wielrenner
- Andrea del Sarto, Italiaans schilder
- Andrea del Verrocchio, Italiaans beeldhouwer en schilder

## Bekende vrouwelijke naamdragers
- Andrea Corr, Iers zangeres en actrice
- Andrea Berg, Duits zangeres
- Andrea Croonenberghs, Vlaams actrice, zangeres en omroepster
- Andrea Demirović, Montenegrijns zangeres
- Andrea Domburg, Nederlands actrice
- Andrea Fischbacher, Oostenrijks alpineskiester
- Andrea Henkel, Duits biatlete
- Andrea Jaeger, Amerikaans tennisster
- Andrea Kiewel, Duits televisiepresentatrice
- Andrea Mead-Lawrence, Amerikaans alpineskiester
- Andrea Mitscherlich, Duits schaatsster
- Andrea Nuyt, Nederlands schaatsster
- Andrea, Bulgaars zangeres